# L'Heure zéro (pièce de théâtre)
Pour les articles homonymes, voir L'Heure zéro (homonymie).
L'Heure zéro (Towards Zero) est une pièce de théâtre policière d'Agatha Christie et Gerald Verner de 1956, adaptée du roman éponyme de 1944.

## Historique de la pièce
En 1956, Agatha Christie adapte son roman L'Heure zéro pour le théâtre avec l'aide de Gerald Verner. La pièce est produite par Peter Saunders.
La première a lieu le 4 septembre 1956 au St James's Theatre (en) de Londres.

## Scènes
L'action se déroule de nos jours dans le salon de Gull's Point, la demeure de Lady Tressilian à Saltcreek (Cornouailles)
Acte I
- Scène 1 : Un matin de Septembre.
- Scène 2 : Après le dîner, quatre jours plus tard.

Acte II
- Scène 1 : Tôt le lendemain matin.
- Scène 2 : Deux heures plus tard.

Acte III
- Scène 1 : Le lendemain matin.
- Scène 2 : Le soir même.

## Distribution
Distribution originale de 1956 :
Mise en scèneMurray MacDonald
DécorsMichael Weight
Comédiens
- Cyril Raymond : Thomas Royde
- Mary Law : Kay Strange
- Gillian Lind : Mary Aldin
- Frederick Leister : Matthew Treves
- George Baker : Nevile Strange
- Janet Barrow : Lady Tressilian
- Gwen Cherrell : Audrey Strange
- Michael Scott : Ted Latimer
- William Kendall : Superintendant Battle, C.I.D. (Criminal Investigation Department), Scotland Yard
- Max Brimmell : Inspecteur Leach, C.I.D.
- Michael Nightingale : P.C. Benson